# Паном, Гаточ
Гаточ Паном Иеч (англ. Gathoch Panom Yiech; 30 ноября 1994, Гамбела, Эфиопия) — эфиопский футболист, полузащитник сборной Эфиопии. Имеет также гражданство Чада.

## Клубная карьера
Профессиональную карьеру начинал в 2012 году в клубе «Эфиопиан Кофе». 21 июня 2017 года подписал контракт с «Анжи» в качестве свободного агента. Паном стал третьим эфиопцем в национальных лигах Европы. За «Анжи» дебютировал 20 сентября 2017 года в выездном кубковом матче против владивостокского клуба «Луч-Энергия», выйдя в стартовом составе.
14 декабря 2017 года по обоюдному согласию расторг контракт с «Анжи».

## Карьера в сборной
В 2014 году вошёл в состав сборной Эфиопии на Чемпионат африканских наций.